# Obturacja
Obturacja – termin medyczny określający zwężenie struktury anatomicznej posiadającej światło (na przykład oskrzela, naczynia krwionośne). W przypadku chorób przebiegających z obturacją oskrzeli (np. astma oskrzelowa) dochodzi do upośledzenia przepływu powietrza w drogach oddechowych wynikającego ze zmniejszenia ich drożności, co przejawia się odczuciem duszności.